# Liste der Wappen mit dem Emblem der Pfalzgrafen von Tübingen

Wappen der Pfalzgrafschaft Tübingen

Dieser Artikel enthält die Liste der Wappen mit dem Emblem der Pfalzgrafen von Tübingen.

## Ursprung des Wappens

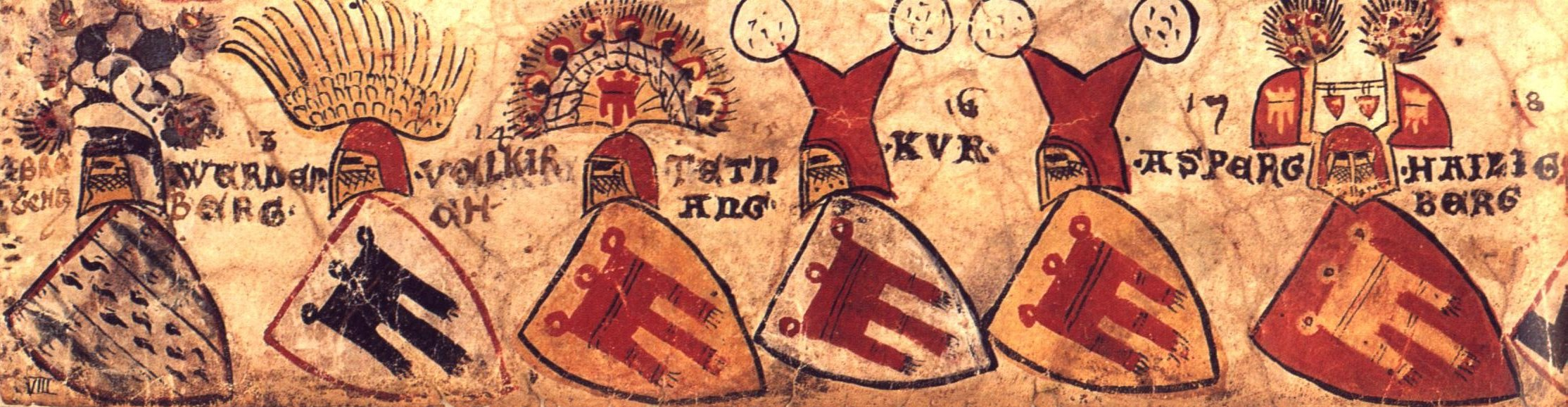
Wappen verschiedener Linien der Pfalzgrafen von Tübingen aus der Zürcher Wappenrolle um 1335/45

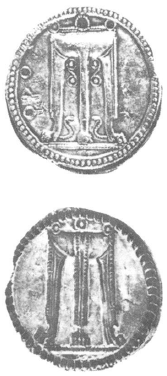
Incuses Didrachmon von Kroton

Das ursprüngliche Wappen der Tübinger Pfalzgrafen zeigt eine rote Fahne mit drei Hängeln (Gonfanon), volkstümlich auch als „Kirchenfahne“ bezeichnet, mit goldenen Ringen und Fransen im goldenen Schild. Aus diesem Wappen wurden im Laufe der Jahrhunderte verschiedene Familien- und Kommunalwappen abgeleitet.
Die drei Ringe des Tübinger Wappens finden laut einer Hypothese von Hildebrecht Hommel, genauso wie die Fahnenlatzfransen und die Senkrechtstellung der Fahne, nur eine sinnvolle Erklärung, wenn man sie als Übernahme eines missverstandenen antiken Münzbilds fasst. Die an drei Ringen hängende Pfalzgrafenfahne, deren drei Lätze in Fransen auslaufen, hat große Ähnlichkeit mit einem Dreifuß, der auf den Incusenmünzen von Kroton dargestellt ist. Vermutlich verwendete ein Tübinger Pfalzgraf die konkav geprägte Rückseite dieser Münze als Siegelstempel, der später wiederholt ähnlich nachgeschnitten wurde.

## Familienwappen

### Fürstenberg

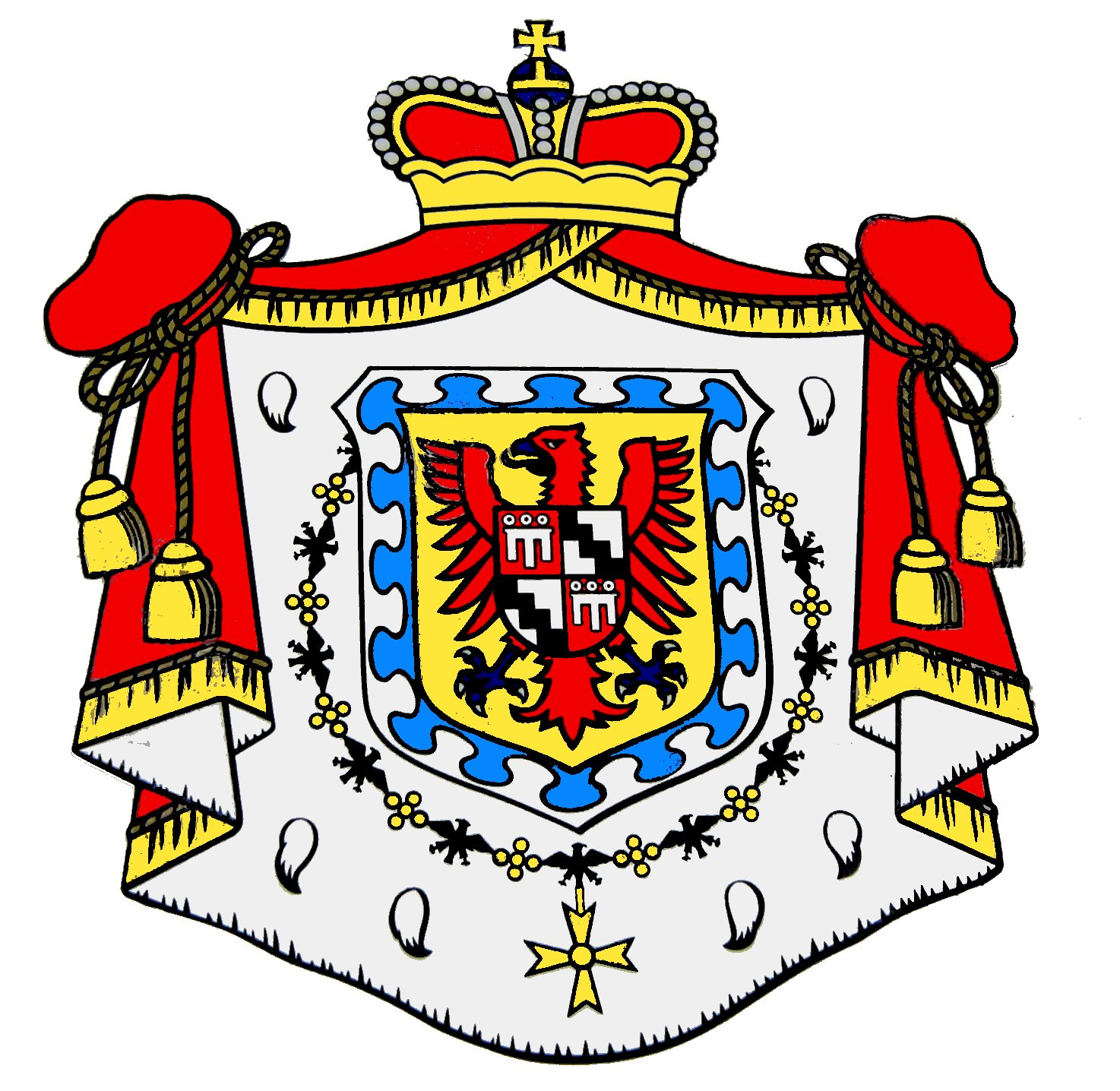

Das Pfalzgrafenwappen kommt über den Umweg der Grafen von Werdenberg, welche die Fürstenberger nach deren Aussterben beerbten, in das Wappen der Fürstenberger.

### Montfort
Das Wappen der Herren von Montfort orientiert sich am Wappen der Pfalzgrafen von Tübingen und zeigt eine rote Montfortsche Kirchenfahne mit drei Hängeln und drei Ringen in derselben Farbe auf silbernem Grund.

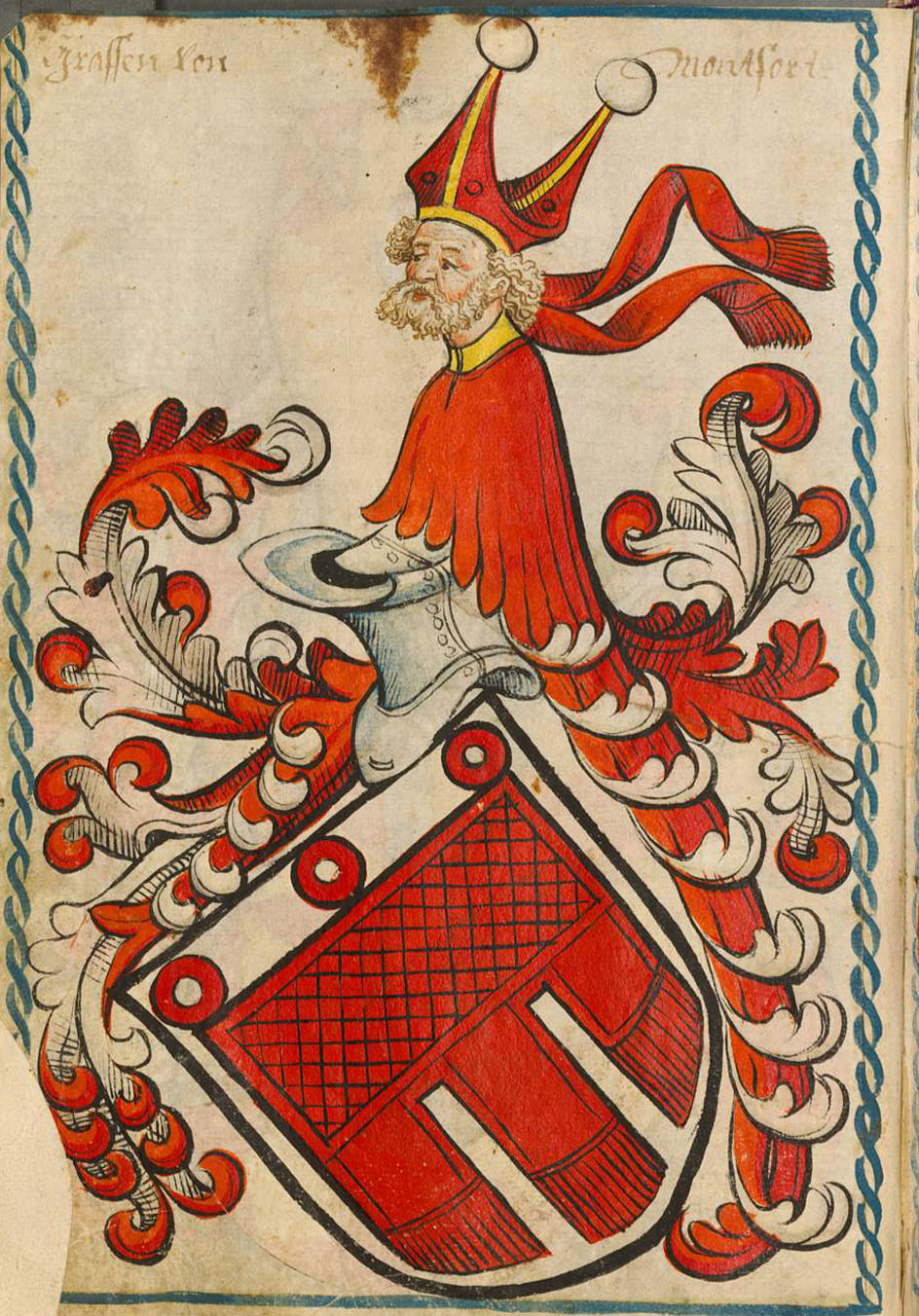

### Werdenberg
Das Wappen der verschiedenen Zweige der Werdenberger orientiert sich ebenfalls am Wappen der Pfalzgrafen von Tübingen.
Die Linie Werdenberg-Heiligenberg führte durch Beschluss von Hugo I. von Werdenberg 1277 in Silber eine schwarze Fahne.
Das Wappen der Linie Werdenberg-Vaduz zeigt eine weiße Fahne in Schwarz.

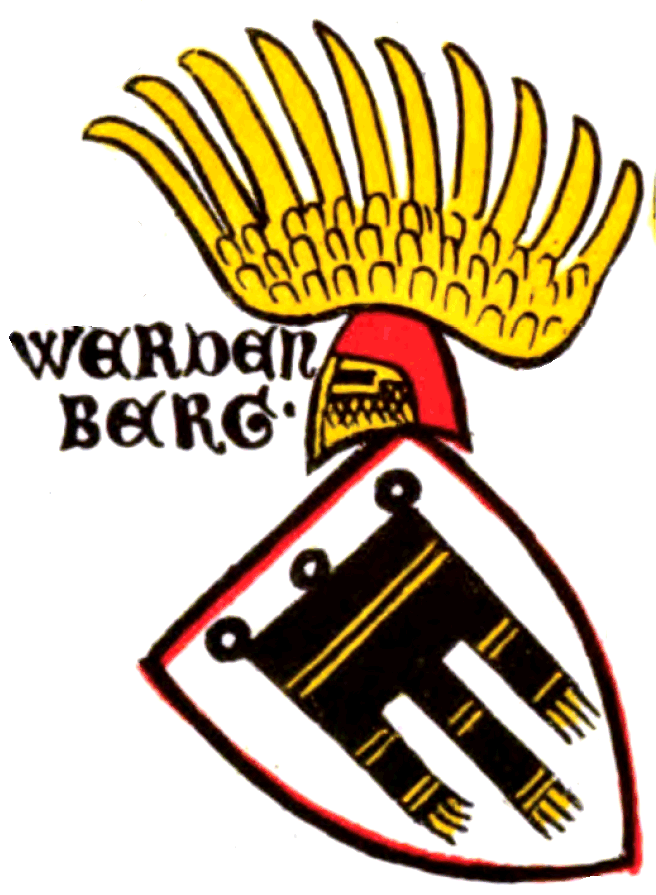
Wappen der Werdenberg ca. 1335–1345
Wappen der Grafen von Werdenberg-Heiligenberg
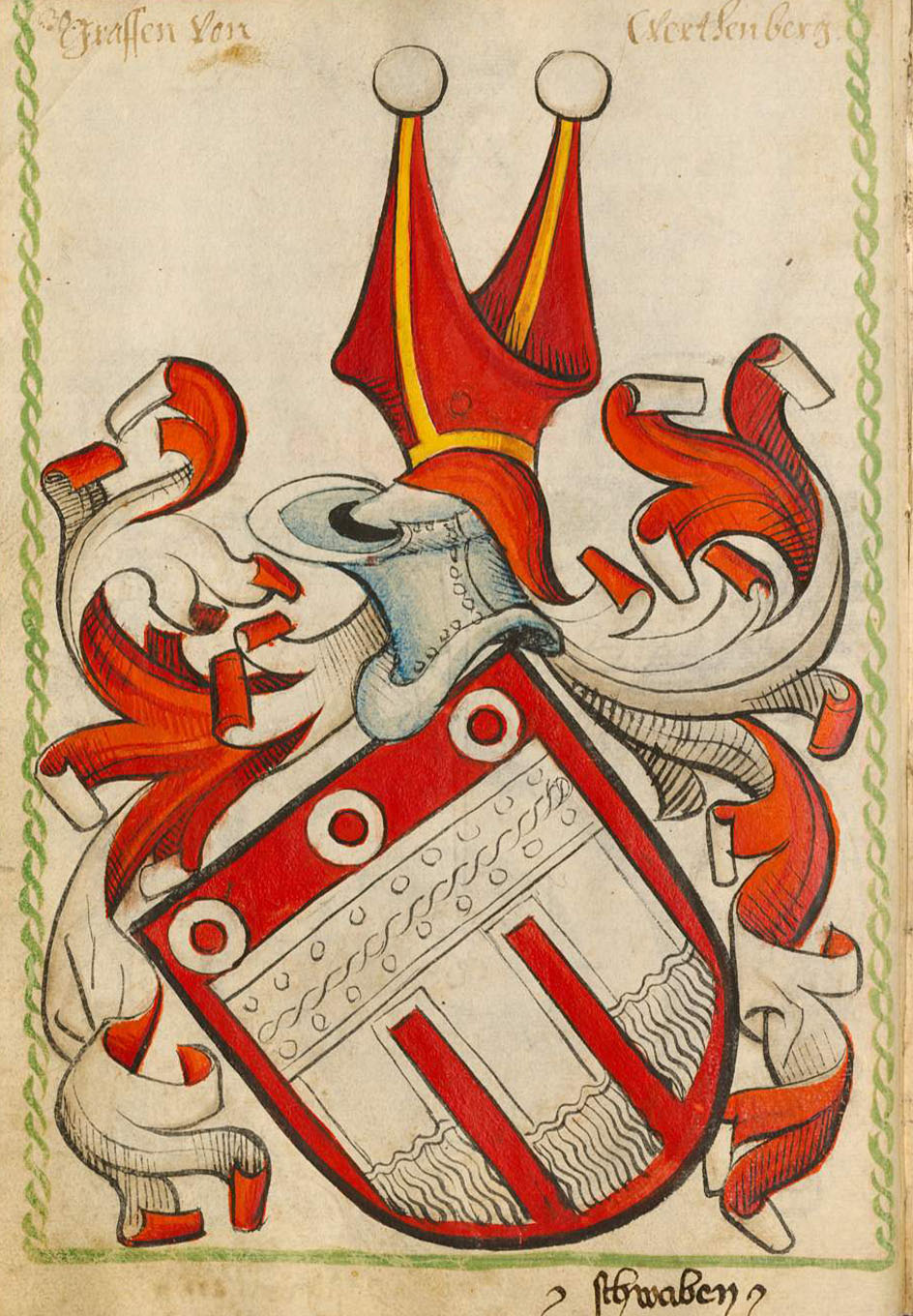
Wappen der Familie von Werdenberg-Sargans (1450–1580)
Wappen der Grafen von Werdenberg-Sargans
Wappen der Grafen von Werdenberg-Trochtelfingen und Werdenberg-Vaduz
Wappen des Felix von Werdenberg

### Windisch-Graetz

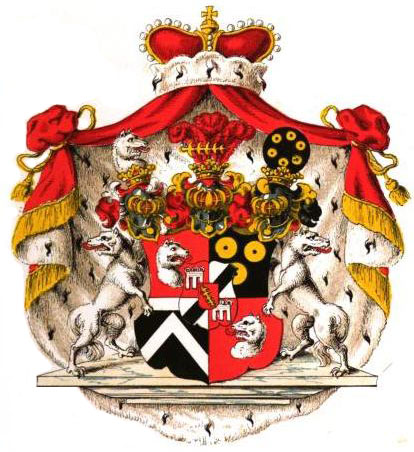
Wappen der Familie Windisch-Graetz

## Kommunalwappen
Die Liste zeigt aktuelle Wappen als auch Wappen ehemals selbständiger Gemeinden.

### Deutschland

#### Baden-Württemberg

##### Alb-Donau-Kreis
Altheim
In geteiltem Schild oben gespalten, vorne in Rot eine dreilatzige silberne (weiße) Fahne mit goldenen (gelben) Fransen, hinten von Schwarz und Silber (Weiß) geteilt, unten in Grün ein silbernes (weißes) Hifthorn (Mundstück rechts) mit goldenen (gelben) Beschlägen und goldener (gelber) Fessel
Erklärung: Die Fahne steht für das Wappen der Grafen von Werdenberg, die das zur Herrschaft Albeck gehörende Dorf 1385 mit Kirchensatz, Wittum und Zehntrechten an die Reichsstadt Ulm verkauften. Das von Schwarz und Silber geteilte Feld des Gemeindewappens erinnert an die letztere, während das Hifthorn darauf hinweisen soll, dass das reichsstädtische Amtshaus in Altheim von 1700 an Sitz eines Ulmer Oberforstmeisters gewesen ist.
Börslingen
In gespaltenem Schild links in Rot eine silberne Kirchenfahne, rechts in Silber eine pfahlweise gestellte rote doppelzügige Börse mit abhängenden blauen Nesteln
Langenau
Im oberen Feld ein springendes, schwarzes Pferd auf goldenem Grund, unten links im roten Feld ist die dreilatzige silberne Kirchenfahne der Werdenberger zu sehen, rechts davon das schwarz und weiß geteilte Schild der Stadt Ulm
Erklärung: Das springende Pferd macht auf die einst in Langenau bedeutende Pferdezucht aufmerksam. Die Kirchenfahne verweist auf die Werdenberger als Herren von Albeck. Die Farben Schwarz und Silber deuten auf die Zugehörigkeit zur freien Reichsstadt Ulm von 1377–1802 hin.
Langenau-Hörvelsingen
Im oberen Feld ein Linsenstängel, im unteren Feld die Reichssturmfahne der Pfalzgrafschaft Tübingen

##### Bodenseekreis
Ehemaliger Landkreises Tettnang
In Silber eine dreilatzige rote Fahne über einem gewellten blauen Schildfuß
Erklärung: Die Fahne steht für die Grafen von Montfort aus dem Hause der Pfalzgrafen von Tübingen, deren Gebiet auch das Kreisgebiet Tettnang umfasste. Der Wellenbalken soll den Bodensee versinnbildlichen.
Kressbronn am Bodensee
In Silber über zwei jeweils mit schwarzen Stielen zusammenhängenden Dreiergruppen schwarzer Kirschen eine dreilatzige golden befranste rote Fahne mit drei goldenen Trageringen
Erklärung: Die rote Fahne erinnert daran, dass Kressbronn bis 1780 zur Herrschaft der Grafen zu Montfort gehörte. Die Kirschen stehen stellvertretend für den Obstanbau in Kressbronn.
Langenargen
In Silber an drei goldenen Trageringen eine dreilatzige, golden befranste rote Fahne, oben belegt mit einem kurzen, doppelreihig von Schwarz und Gold gespickelten Balken
Meckenbeuren
In gespaltenem Schild vorne in Silber eine dreilatzige rote Fahne mit drei roten Trageringen, hinten in Rot ein aufgerichteter silberner Windhund mit schwarzem Halsband und silbernem Ring daran
Erklärung: Die dreilatzige Fahne ist dem Wappen der Grafen von Montfort entlehnt, zu deren Herrschaft der östliche Teil der Gemeinde von 1539 bis 1780 gehörte. Der Windhund stammt aus dem Wappen der Familie Humpis (auch Huntpiss), die vom 15. bis zum 18. Jahrhundert Besitzer der Herrschaft Brochenzell war.
Neukirch
In Silber unter einer dreilatzigen roten Fahne schräggekreuzt ein gestürztes rotes Schwert und ein roter Abtsstab
Tettnang-Kau
In Silber ein bewurzelter schwarzer Baumstumpf, in dem eine schwarze Axt mit schräglinks nach oben weisendem Griff steckt, im rechten Obereck eine dreilatzige befranste rote Fahne mit drei Trageringen
Erklärung: Abgebildet sind ein schwarzer Baumstumpf mit einem Beil, der auf die Namensentstehung Kaus hinweist, sowie eine rote dreilatzige Fahne, die an die Zugehörigkeit zur Grafschaft Montfort erinnert.
Tettnang-Laimnau
Tettnang-Langnau
In gespaltenem Schild vorne in Rot ein durchgehendes goldenes Paulinerkreuz, hinten in Silber eine dreilatzige rote Fahne an drei goldenen Trageringen
Tettnang-Tannau
In Silber auf grünem Boden eine grüne Tanne, oben rechts eine dreilatzige rote Fahne (Kirchenfahne) an drei schwarzen Trageringen
Erklärung: Das Symbol der Tanne steht nicht mit dem Ortsnamen in Verbindung, sondern wurde zu diesem assoziiert. Möglicherweise ist es eine Ableitung des Ortsnamens von seinem Begründer, einem „Tanno“. Die dreilatzige, rote Fahne erinnert an die Zugehörigkeit zur Grafschaft Montfort.
Die Gemeinde erhielt ihr Wappen am 29. Juni 1961, seit der Eingemeindung zu Tettnang wird es nicht mehr amtlich genutzt.

##### Landkreis Biberach
Eberhardzell-Füramoos
In gespaltenem Schild vorne in Rot eine silberne Waage, hinten in Silber eine dreilatzige rote Fahne
Kirchdorf an der Iller
In gespaltenem Schild vorne in Gold zwei gekreuzte brennende rote Kerzen, hinten in Rot eine goldene dreilätzige Fahne

##### Landkreis Böblingen
Landkreis Böblingen
In Gold (Gelb) unter einer liegenden schwarzen Hirschstange eine dreilatzige rote Fahne mit drei schwarzen Ringen
Erklärung: Die Fahne ist die Wappenfigur der Pfalzgrafen von Tübingen, die württembergischen Hirschstangen symbolisieren die sehr frühe Zugehörigkeit des Kreisgebiets zu Württemberg.
Das Wappen wurde am 18. April 1947 angenommen und dem neuen vergrößerten Landkreis Böblingen am 30. August 1974 vom Innenministerium Baden-Württemberg neu verliehen.
Böblingen
In Gold eine dreilatzige rote Fahne an drei roten Trageringen
Herrenberg
In Rot eine dreilatzige goldene Fahne an drei goldenen Trageringen
Erklärung: Bereits das Stadtsiegel aus dem 13. Jahrhundert zeigt dieses auf die Pfalzgrafen von Tübingen zurückgehende Bild. Die gegenüber dem pfalzgräflichen Wappen umgekehrten Farben sind seit dem frühen 15. Jahrhundert belegt.

##### Landkreis Calw
Altensteig-Walddorf
In Grün eine dreilatzige silberne Fahne

##### Landkreis Esslingen
Deizisau
In gespaltenem Schild vorne in Gold eine dreilatzige rote Fahne, hinten in Rot ein goldener Entenfuß
Erklärung: Die Fahne der Pfalzgrafen von Tübingen stammt vom Esslinger St. Katharinen-Spital, in dessen Besitz sich Deizisau für mehrere Jahrhunderte befand. Die Herkunft und Bedeutung des Entenfußes sind unbekannt. Die Farben des Wappens, Rot und Gold, sind die Farben der Esslinger Patrizierfamilie Bürgermeister von Deizisau, zu deren Eigentum Deizisau im Mittelalter einige Zeit lang gehörte.

##### Landkreis Freudenstadt
Freudenstadt-Igelsberg
In Rot ein aus einem silbernen Dreiberg wachsender goldener Abtstab zwischen den Wappenschilden des Klosters Reichenbach (in Gold der rote Kleinbuchstabe r in Fraktur) und der Pfalzgrafen von Tübingen (in Gold eine dreilatzige rote Fahne)

##### Landkreis Heidenheim
Dischingen-Trugenhofen
In gespaltenem Schild vorne in Silber eine rote dreilätzige Kirchenfahne, hinten in Blau ein silberner Zinnenturm

##### Landkreis Konstanz
Gaienhofen
Das alte Gaienhofener Wappen zeigt in Silber ein rotes Kreuz, belegt mit einem silbernen Herzschild, darin eine rote dreilatzige Kirchenfahne mit drei goldenen Ringen

##### Landkreis Ravensburg
Amtzell
In gespaltenem Schild vorne in Silber ein linkshin aufgerichteter, rot bewehrter und rot bezungter schwarzer Bär, hinten in Rot eine dreilatzige silberne Fahne mit drei silbernen Trageringen
Erklärung: Der Bär gilt als Symbol für die heute eher umstrittene frühere Zugehörigkeit zum Kloster St. Gallen, die Montfortfahne erinnert an die Herrschaft der Grafen von Montfort, die über Jahrhunderte mit ihren Residenzen in Tettnang, Bregenz und Feldkirch starken Einfluss ausübten.
Das Amtzeller Wappen besteht seit 1938.

##### Landkreis Reutlingen
Trochtelfingen-Mägerkingen
Unter einem goldenen Schildhaupt, darin eine liegende schwarze Hirschstange, in Rot eine dreilatzige silberne Fahne
Oferdingen
Unter blauem Schildhaupt, darin drei sechsstrahlige goldene Sterne, in Gold eine dreilatzige rote Fahne
Trochtelfingen-Steinhilben
In geteiltem Schild oben in Silber auf grünem Dreiberg ein wachsender feuerspeiender rot bewehrter schwarzer Drache, unten in Schwarz eine dreilatzige silberne Fahne

##### Landkreis Sigmaringen
Habsthal
In geteiltem Schild oben in Gold eine dreilatzige rote Fahne, unten in Rot ein stehender goldener Hirsch
Erklärung: Die rote Fahne auf goldenem Grund ist das Wappen der Pfalzgrafen von Tübingen, auf deren Besitz 1259 das Habsthaler Kloster angesiedelt wurde, der Hirsch deutet auf die spätere Herrschaft der Grafschaft Sigmaringen.
Hochberg
In Silber ein roter Balken, darüber ein rot bezungter schwarzer Eberkopf mit goldenen Hauern und goldenem Kragen, darunter eine dreilatzige schwarze Fahne
Jungnau
In geteiltem Schild oben in Blau eine silberne Schere, unten in Silber eine dreilatzige schwarze Fahne
Erklärung: Das Wappen nimmt Bezug auf die Wappen der Adelsgeschlechter von Jungingen (silberne Schere auf blauem Grund) und von Werdenberg (dreilatzige Fahne), beide zeitweilige Besitzer von Jungnau.
Das Wappen wurde am 28. Januar 1949 durch das Innenministerium Württemberg-Hohenzollern verliehen.
Oberschmeien
In geteiltem Schild oben in Schwarz ein [achtschaufliges] silbernes Mühlrad, unten in Silber eine dreilatzige schwarze Fahne
Storzingen
In geteiltem Schild oben in Rot auf goldenem Dreiberg eine silberne Raute (Weck), unten in Silber eine dreilatzige schwarze Fahne
Erklärung: Das Wappen lehnt sich an das Wappen des Geschlechts der Ritter von Weckenstein, das als Wappen auf rotem Schild eine auf die Spitze eines grünen Dreibergs stehende silberne Raute zeigt, an und zeigt unten in Silber die schwarze Kirchenfahne der Grafen von Werdenberg.
Unterschmeien
In geteiltem Schild oben in Schwarz ein silberner Wellenbalken, unten in Silber eine dreilatzige schwarze Fahne
Erklärung: Der Wellenbalken deutet auf die das Dorf durchfließende Schmeie und macht das Wappen „redend“, die Fahne erinnert an die Herrschaft der Grafen von Werdenberg über den Ort in den Jahren von 1418 bis 1534.
Das Wappen wurde am 28. Januar 1940 durch das Innenministerium Württemberg-Hohenzollern verliehen.
Vilsingen
In geteiltem Schild oben in Silber eine dreilatzige schwarze Fahne, unten in Schwarz ein unterhalbes silbernes Rad

##### Landkreis Tübingen
Landkreis Tübingen
In Silber an einem aus dem Unterrand wachsenden, schräggestellten schwarzen Speer eine dreilatzige rote Fahne
Erklärung: Die Fahne war das Symbol der Pfalzgrafschaft Tübingen, deren Herrschaftsgebiet im Kreisgebiet lag. Die Farben spiegeln die Grafen von Hohenberg wider.
Das Wappen wurde 1955 und nach der Kreisreform am 3. September 1973 neu verliehen.
Tübingen
In Gold an drei roten Trageringen eine dreilatzige rote Fahne; auf dem Schild zwei schräggekreuzte, mit roten, golden geschlitzten Puffärmeln bekleidete Männerarme, die zwei mit den Spitzen aufwärts zeigende schwarze Hirschstange halten
Erklärung: Das älteste Siegel der Stadt stammt aus dem Jahr 1272 und zeigt bereits die Fahne der Pfalzgrafen. Auch nachdem die Stadt württembergisch wurde, blieb das Wappensymbol erhalten, doch verlieh Herzog Ulrich von Württemberg am 18. August 1514 als besonderes Ehrenzeichen für die Treue der Stadt beim Aufstand des Armen Konrads das so genannte Oberwappen, die Hirschstangen mit den beiden Landsknechtarmen.

##### Stadtkreis Stuttgart
Büsnau
Unter doppelreihig rot-silbern geschachtem Schildhaupt in Gold eine dreilatzige rote Fahne unter einer liegenden schwarzen Hirschstange
Möhringen auf den Fildern
Von Gold und Silber geviert; 1. eine aus der Teilung wachsende, in einem Kreuz endende schwarze Tragestange überdeckt von einer dreilatzigen roten Fahne mit roten Fransen, 2. ein schwarzer Mohrenrumpf (Möhrin) mit roten Lippen, 3. fünf (2:1:2) schwarze Scheiben, 4. ein rechts ausgebrochenes sechsspeichiges rotes Rad, außen mit sechs roten Messern besteckt
Weilimdorf
In geteiltem Schild oben in Rot eine goldene Kirche zwischen zwei goldenen Häusern (Dorf), unten in Gold eine dreilatzige rote Fahne

##### Zollernalbkreis
Salmendingen
In gespaltenem Schild vorne in Silber drei gestürzte schwarze Wolfsangeln übereinander, hinten in Schwarz eine dreilatzige silberne Fahne
Erklärung: Der rechte Teil des Wappens mit den schwarzen Wolfsangeln entstammt dem Wappen der Herren von Salmendingen (13. und 14. Jahrhundert). Der linke Teil mit der dreilatzigen silberne Fahne, dem Wappen der Grafen von Werdenberg zu Trochtelfingen, erinnert an die Herrschaft der Werdenberger von 1401 bis 1534.

#### Bayern

##### Landkreis Deggendorf
Offenberg
In Silber über rotem Zinnenschildfuß eine dreilatzige rote Fahne mit goldenen Fransen und drei goldenen Ringen
Erklärung: Der Zinnenschildfuß soll allgemein die Bedeutung des Schlosses und der Hofmark Offenberg für die Geschichte der Gemeinde unterstreichen. Die dreilatzige Fahne ist dem Wappen von Graf Anton von Montfort entnommen, der von 1688 bis 1724 Inhaber der Hofmark Offenberg war und das Schloss erbauen ließ, das noch heute das Ortsbild bestimmt.

##### Landkreis Dillingen an der Donau
Aislingen
Gespalten von Rot und Silber; vorne auf grünem Berg eine silberne Kapelle mit Kuppeldach und Laterne, hinten eine dreilatzige, golden befranste rote Sturmfahne an drei goldenen Ringen
Erklärung: Das Wappen zeigt in der vorderen Schildhälfte das Wahrzeichen des Ortes, die dem hl. Sebastian geweihte Aislinger Kapelle, ein fünfeckiger Zentralbau aus der Zeit von 1629/30. Die dreilatzige, golden befranste Sturmfahne, das sogenannte Gonfanon, ist das Wappenzeichen der Grafen von Werdenberg. Sie waren von 1280 bis 1489 Grundherren in Aislingen. Während ihrer Ortsherrschaft wurde Aislingen im 14. Jahrhundert zum Markt erhoben. 1489 verkauften die Grafen ihre Güter in Aislingen an das Hochstift Augsburg, in dessen Besitz es bis zum 19. Jahrhundert blieb. Daran erinnern die Farben Rot und Silber aus dem Hochstiftswappen von Augsburg.

##### Landkreis Lindau (Bodensee)
Landkreis Lindau (Bodensee)
Unter Schildhaupt mit den bayerischen Rauten in Silber über blauem Wellenbalken nebeneinander eine grüne Linde und eine dreilatzige goldbefranste rote Fahne mit drei roten Ringen
Erklärung: Die bayerischen Rauten weisen auf die Zugehörigkeit des Kreisgebietes zu Bayern seit 1805 hin. Die Linde ist dem Wappen der Stadt Lindau entnommen und steht zugleich redend für den Landkreisnamen. Die dreilatzige rote Fahne aus dem Wappen der Grafen von Montfort steht für den nördlichen und östlichen Teil des Landkreises. Der Wellenbalken stellt die geografische Lage des Kreisgebietes am Bodensee dar und steht zugleich redend für den Zusatz im Landkreisnamen.
Landkreis Lindau (Bodensee), Wappen bis 1972
Gespalten von Rot und Silber; vorne eine aufrechte silberne Hand, hinten eine dreilatzige, golden befranste rote Fahne; unten zwei von Silber und Blau gespaltene Wellenbalken
Bösenreutin
Hergensweiler
In Silber eine breite, dreilatzige rote Fahne mit goldenen Fransen, darüber nebeneinander zwei grüne Lindenblätter, darunter eine rote heraldische Lilie
Erklärung: Die rote dreilatzige Fahne mit den goldenen Fransen erinnert an die Grafen Montfort, die in Hergensweiler bis 1780 die Hochgerichtsrechte innehatten. Die grünen Lindenblätter weisen auf die Landeshoheit der Reichsstadt Lindau hin. Der Ort gehörte seit dem Vertrag Lindaus mit den Grafen Montfort im Jahr 1476 zur Hauptmannschaft Hergensweiler und entwickelte sich dadurch zu einem Zentrum. Die Lilie stammt aus dem Wappen des Dichters Herrmann von Lingg, der 1820 in Lindau geboren wurde und 1905 in München starb. Lingg war Mitglied des Münchner Dichterkreises um Emanuel Geibel und mit dem Ort Hergensweiler eng verbunden. 1890 wurde ihm der Kronorden des persönlichen Adels und ein eigenes Wappen verliehen.
Röthenbach
Geteilt; oben gespalten von Silber und Rot, darauf schräg gekreuzt ein Schlüssel und ein Schwert in verwechselten Farben; unten in Silber eine dreilatzige golden befranste rote Sturmfahne mit drei goldenen Ringen
Erklärung: Röthenbach gehörte bereits seit der Gründung des Klosters Mehrerau Ende des 11. Jahrhunderts zu dessen Besitz. Nach dem Aussterben der Uldariche 1079, der Klostergründer, wurde Mehrerau das Hauskloster der Grafen von Montfort. Das Kloster entwickelte sich zum wichtigsten Grundherrn in Röthenbach. Im 14. und 15. Jahrhundert stand der Ort unter der Herrschaft der Grafen von Montfort, die auch die Hochgerichtsbarkeit innehatten. Im Gemeindewappen sind die Wappen dieser beiden für den Ort wichtigen Herrschaftsinhaber aufgenommen. Die dreilatzige Sturmfahne aus dem Wappen der Grafen von Montfort sowie das Wappen von Kloster Mehrerau mit Schlüssel und Schwert gekreuzt auf Silber und Rot stellen somit die Gemeindegeschichte dar.
Weiler-Simmerberg
Im Wolkenschnitt geteilt von Silber und Rot, oben eine dreilatzige golden befranste rote Sturmfahne mit drei goldenen Ringen
Erklärung: Die 1968 neu gebildete Marktgemeinde Weiler-Simmerberg hat in ihr Gemeindewappen die wichtigsten Elemente aus den ehemaligen Wappen der beiden früheren Gemeinden übernommen. Weiler nahm im 19. Jahrhundert ohne ausdrückliche Genehmigung bereits ein Wappen an. Es war das ehemalige Wappen der Herren von Weiler, den im Wolkenschnitt schräggeteilten Schild von Silber und Rot. Das Adelsgeschlecht hatte unter anderem den Kellhof des St. Gallener Klosters in Weiler inne. Sie waren Ministerialen des Klosters, des adligen Damenstifts Lindau sowie der Grafen von Montfort und hatten reichen Allodialbesitz sowie Lehenbesitz vom Kloster St. Gallen, vom Damenstift und dem Reich im weiten Umkreis. Die Familie starb 1557 in männlicher Linie aus. Der Ort erhielt 1789 Marktrechte. Simmerberg hat 1951 ein Wappen angenommen, das bereits 1940 im Entwurf vorlag. Es führte das Wappen der Herren von Weiler sowie die dreilatzige rote Sturmfahne der Grafen von Montfort, die bis zum Spätmittelalter die Hochgerichtsbarkeit in Simmerberg ausübten.
Weißensberg
Gespalten; vorne in Silber eine dreilatzige rote Fahne mit goldenen Fransen, hinten in Blau ein schwebendes goldenes Doppelkreuz
Erklärung: Die dreilatzige rote Sturmfahne ist dem Wappen der Grafen von Montfort entnommen, die bis Ende des 18. Jahrhunderts die Gerichtsherren im Ort waren. Das Doppelkreuz weist auf das Heilig-Geist-Spital in Lindau hin, das bereits im 13. Jahrhundert in Weißensberg begütert war. Eberhard von Summerau verkaufte 1383 die Herrschaft in Weißensberg an das Spital in Lindau.

##### Landkreis Neu-Ulm
Kellmünz an der Iller
In Gold über einem aus dem unteren Schildrand wachsenden blau bewehrten roten Löwen eine dreilatzige rote Sturmfahne mit drei silbernen Ringen
Erklärung: Das Wappen erinnert an zwei für den Ort wichtige Adelsgeschlechter. Die Sturmfahne stammt aus dem Wappen der Pfalzgrafen von Tübingen, die im Hochmittelalter Besitz in Kellmünz hatten. Der Löwe ist das geminderte Wappen der Herren von Rechberg, die von 1268 bis 1792 mit nur kurzer Unterbrechung die Herrschaft im Ort innehatten. Sie machten Kellmünz zum Hauptort der Herrschaft Illereichen. In ihre Herrschaftszeit fällt auch die Verleihung der Marktrechte 1330. Aus dem Familienwappen, das zwei rote Löwen zeigt, wurde für das Gemeindewappen ein Löwe entnommen.

##### Landkreis Oberallgäu
Balderschwang
In Silber über grünem Dreiberg eine dreilatzige rote Fahne mit goldenen Fransen und drei goldenen Ringen, der eine goldene heraldische Lilie aufgelegt ist
Erklärung: Die dreilatzige rote Fahne ist dem Wappen der Grafen von Montfort entnommen, zu deren Besitz das Gemeindegebiet von Balderschwang von 1311 bis ins 16. Jahrhundert gehörte. Der Dreiberg stellt die Lage des Gemeindegebiets dar, das zwischen 1044 und 1685 m hoch gelegen ist. Die grüne Tingierung symbolisiert die für Balderschwang typische Almwirtschaft. Die Lilie ist das Attribut des heiligen Antonius und weist auf sein Patronat in der Pfarrkirche von Balderschwang hin.
Blaichach
In Silber über zwei schräg gekreuzten grünen Eichenblättern eine dreilatzige rote Fahne, der nebeneinander drei schräg gestellte goldene Quadrate aufgelegt sind
Erklärung: Das Wappen zeigt die dreilatzige Fahne der Grafen von Montfort in einer seltenen Variante: mit drei auf der Spitze stehenden Vierecken. Diese Vierecke sind auch auf dem 1483 gemalten Flügelaltar in Langenargen zu sehen, auf dem das Wappen zusammen mit dem Stifterpaar Hugo von Montfort-Rothenfels und seiner Frau Elisabeth von Werdenberg dargestellt ist. Das Montfortsche Wappens weist auf die Herrschaft der Grafen im Ort und steht für die vielen Adelshäuser und Klöster, die die Geschichte des Ortes geprägt haben. Die Eichen stehen redend für den Ortsnamen. Blaichach wird 1275 erstmals als Bilaicha erwähnt, man deutete diese Bezeichnung als „bei den Eichen“.
Missen-Wilhams
In Gold ein schwarzer Grenzstein, diesem aufgelegt übereinander zwei Schilde; im oberen silbernen eine dreilatzige rote Fahne, im unteren roten ein silberner Balken
Erklärung: Die Gemeinde Missen-Wilhams entstand 1958. Die beiden zu einer Pfarrei gehörenden Orte Missen und Wilhams waren Jahrhunderte lang durch eine Territorialgrenze voneinander getrennt. Symbol für diese Trennung ist der Grenzstein in dem Gemeindewappen, der 1539 gesetzt wurde. Er gehört zu einer Reihe von erhaltenen Grenzsteine auf der Linie vom Hauchenberg bis nach Wiederhofen. Sie markierten nach dem Vertrag vom 22. Juli 1538 die Grenze zwischen den beiden Herrschaften Rothenfels und Hohenegg. Missen gehörte zur Herrschaft Montfort-Rothenfels. Auf der ihr zugewandten Seite zeigte der Grenzstein die dreilatzige Fahne der Grafen von Montfort. Wilhams gehörte zusammen mit Wiederhofen und Aigis zur Herrschaft Hohenegg. Diese kam im 15. Jahrhundert in den Besitz der Habsburger. Deshalb zeigt der Grenzstein auf der nach Wilhams gerichteten Seite den österreichischen Bindenschild. Die Farben Schwarz und Gold sind die schwäbischen Landesfarben und sind dem Stauferwappen „schwarze Löwen in Gold“ entnommen.

### Frankreich
Ehemalige Region Auvergne
In Gold eine rote Kirchenfahne mit grünem Saum
Region Auvergne-Rhône-Alpes (entstanden 2016)
Département Puy-de-Dôme (in vorgenannter Region)

### Liechtenstein
Vaduz
Das Wappen ist viergeteilt. In zwei roten diagonal gegenüber liegenden Feldern zwei und drei ist eine silberne Montfortsche Kirchenfahne (mit drei Hängel und drei Ringen), abgeleitet vom Wappen der Werdenberger. Die anderen beiden Felder eins und vier zeigen auf Silber den roten «Fürstenhut», eine stilisierte Krone, als Zeichen der Eigenschaft als Residenzstadt.

### Österreich

#### Vorarlberg
Das österreichische Bundesland Vorarlberg führt seit 1918 das Wappen in den Farben der Grafen von Montfort: Rote Fahne auf silbernem Grund. Auch das Feldkircher Wappen, obschon es dem Werdenbergischen gleicht, ist montfortisch, und soll die Flaggenfarben der Friedenszeiten darstellen.
Landeswappen bis 1918
Landeswappen seit 1918
Feldkirch
Das Wappen der Stadt Feldkirch zeigt eine schwarze Kirchenfahne auf silbernem (weißem) Schild.
Es findet in den Stempeln und im Siegel sowie in der Fahne der Stadt Verwendung. Ursprünglich bestand das Stadtwappen aus einem Bild des Feldkircher Doms, an dem die schwarze Kirchenfahne hing.
Götzis
Hard
Schlins
Blasonierung: Ein durch einen schrägrechten blauen Bach von Silber über Gold geteilter Schild. In dem oberen Felde erscheint eine schwarze Kirchenfahne mit zwei Zinnenschnitten und drei Ringen am Hauptrande. Das untere Feld zeigt ein quergestelltes grünes Hifthorn mit schwarzem Tragriemen.
Das Hifthorn (Jagdhorn) symbolisiert das Schloss Jagdberg, das jetzt als Ruine oberhalb des Ortes liegt.
Weiler

### Schweiz

#### Kanton St. Gallen
Buchs
In Grün ein silberner Pfahl, belegt mit dreilappiger schwarzer Kirchenfahne mit goldenen Ringen und Fransen

### Sonstige

#### Heimatvereine
Förderkreis Heimatkunde Tettnang

#### Musikvereine
Musikverein Ertingen

#### Sportvereine
Sportverein Kressbronn

#### Studentenverbindungen
Sängerschaft Hohentübingen
AV Cheruskia Tübingen
AV Guestfalia Tübingen
Akademische Damenverbindung Olympea Tübingen
Akademischer Skiclub Tübingen
K.St.V. Rechberg Tübingen 
Akademische Verbindung Igel Tübingen
Tübinger Burschenschaft Derendingia
Tübinger Wingolf
V.D.St. zu Tübingen
AV Albertus Magnus Tübingen 